# 石丸定次
石丸 定次（いしまる さだつぐ、慶長8年（1603年）- 延宝7年5月11日（1679年6月19日））は、江戸幕府幕臣、大坂町奉行である。通称は藤蔵。官位は従五位下、淡路守、石見守。妻は庄田安照の娘。娘に石丸定勝の妻、小堀政利の妻、朝比奈良豊の妻、松平伊行の妻がいる。養子は石丸定勝（弟である石丸定盛の長男）。

## 経歴・人物
石丸有定を祖父に持つ旗本石丸家で大番組頭であった石丸定政の子として生まれる。母は間宮信之の娘。寛永2年（1625年）小姓となる。寛永6年（1629年）従五位下淡路守に叙任される。その後書院番となる。正保2年（1645年）に父の遺跡を継ぐ。万治元年（1658年）に書院番頭となる。
寛文3年（1663年）に60歳の高齢で大坂町奉行の第3代東町奉行となり、河内国志紀郡・若江郡・丹北郡で1000石を加増され、2240石の知行を領する。
奉行に赴任中は、寛文6年（1666年）に発生した大火や寛文10年（1670年）の津波、延宝2年（1674年）の大洪水等における、大坂の災害での被災者の救済に携わった。また、綿仲間の公認や天満青物市場の保護、十人両替の制定、油屋の紛争の和睦等にも携わる等、大坂における楽市・楽座の撤廃といった江戸幕府の政策や経済政策の革新に貢献した。
在職中の延宝7年（1679年）に越権行為の誹りを受けて自刃したとされる。没後父、祖父と共に横浜市青葉区に所在する松岳院に葬られた。